# Beyond Compare
Beyond Compare ist ein Datenvergleichsprogramm. Neben dem Vergleich von Dateien kann das Programm auch gesamte Verzeichnisse, FTP- und SFTP-Verzeichnissen, Dropbox, Amazon S3 sowie Archive gegenüberstellen. Die Software ist für Windows, Mac OS und Linux verfügbar. Eine besondere Stärke sind die eingebauten und erweiterbaren Vergleichsregeln für verschiedene Programmiersprachen.

## Funktionen
Beyond Compare erlaubt es, verschiedene Vergleichsregeln festzulegen, die bestimmen, ob zwei Textzeilen identisch sind oder nicht. Beispielsweise können wahlweise Leerzeichen oder die Groß-/Kleinschreibung ignoriert werden. Es gibt eingebaute Vergleichsregeln, die zu bestimmten Programmiersprachen oder Dateiformaten (wie CSV-Dateien) passen.

## Rezeption
CNET bewertete das Programm 2009 mit 4 von 5 Punkten und beschrieb eine für Neueinsteiger „erdrückende“ Benutzeroberfläche mit einer allerdings steilen Lernkurve. Beyond Compare sei zu empfehlen für detailliertes Dateimanagement.